# Zapornia
Zapornia (лат.) — род птиц из семейства пастушковых (Rallidae).

## Таксономия и этимология
Род Zapornia был выделен английским зоологом Уильямом Элфордом Личем (англ. William Elford Leach) в 1816 году. Лич включил в род только один вид Zapornia parva, который и был назначен типовым.
Родовое название представляет собой анаграмму от латинского названия рода Porzana Vieillot, 1816.

## Классификация
Виды, которые в настоящее время отнесены к этому роду, ранее включались в Porzana и Amaurornis.
Международный союз орнитологов в состав рода включает 15 видов:
- Zapornia flavirostra — Африканский чёрный пастушок
- Zapornia olivieri — Оливьеров малый пастушок
- Zapornia fusca — Красноногий погоныш
- Zapornia paykullii — Большой погоныш
- Zapornia bicolor — Двуцветный погоныш
- Zapornia akool — Бурый малый пастушок
- Zapornia pusilla — Погоныш-крошка
- †Zapornia astrictocarpus
- Zapornia parva — Малый погоныш
- Zapornia tabuensis — Крапчатый погоныш
- †Zapornia monasa — Кусаиенский погоныш
- †Zapornia nigra
- Zapornia atra — Чёрный островной погоныш
- †Zapornia sandwichensis — Гавайский погоныш
- †Zapornia palmeri — Лайсанский погоныш

В пределах России обитает красноногий погоныш (южное Приморье, южный Сахалин, возможно Южные Курилы), занесён в Красную книгу России.
В Красную книгу МСОП занесены оливьеров малый пастушок (Zapornia olivieri) как вымирающий вид (EN), и чёрный островной погоныш (Zapornia atra) как уязвимый вид (VU).

## Вымершие виды
За последние несколько столетий 4 или 5 видов погонышей вымерли. Например, в Зоологическом музее Санкт-Петербурга хранятся две тушки кусаиенского погоныша (Zapornia monasa), добытые в 1827 году на острове Кусаие в Микронезии — позднее этих птиц больше не видели. С конца XIX века полностью исчез гавайский погоныш (Zapornia sandwichensis), чьи экземпляры хранятся в том числе в Музее естественной истории в Нью-Йорке и зоологической коллекции Гёттингенского университета в Германии. Там же, на Гавайских островах в 1944 году последний раз видели лайсанского погоныша (Zapornia palmeri), ранее открытого русскими моряками. Причиной его исчезновения стали кролики и крысы, интродуцированные человеком на острова. Первые поедали траву, в которой укрывались птицы, а вторые нападали на незнакомых с наземными хищниками погонышей.